# Веданта
Веданта (на санскрит: वेदान्त; от веда, „знание“ и анта, „край“, „кулминацията на знанието“; „краят на Ведите“), също Утара миманса, е древна индийска духовна традиция, произлизаща от Упанишадите, философските книги в края на Ведите, която се занимава със себереализацията, посредством която осъзнава крайната природата на реалността (Брахман).
Систематизирането на ведантическите идеи е направено от древния философ Вяса, който пише Брахма сутра (Веданта сутра) векове преди новата ера. Веданта подчертава превъзходството на философското познание, посредством медитация и спазване на морални принципи, пред изпълнението на ритуали. Понятието за Брахман, Върховния Дух, който е вечен, иманентен и трансцендентален, божествената основа на цялото битие, е централно за веданта. Съществува и учението за личностния бог Ишвара, но различните школи на веданта му отдават различно значение.
Упанишадите често използват загадъчен език, който се поддава на различни интерпретации, поради което са възникнали шест ведантически школи, които дават свои тълкувания на Упанишадите, Брахма сутра и Бхагавад гита.

## Адвайта
Адвайта веданта е школата изложена и разпространена от Шанкарачаря и неговият парамгуру Гаудапада. Според адвайта Брахман (Абсолютът) е единствената реалност, а светът е илюзорен. Брахман не притежава никакви атрибути (ниргуна). Силата на Брахман да създава илюзии, Мая, е причината на света. Невежеството за природата на Брахман и на Мая е причината за страданието и единствено познанието на Брахман носи освобождение. Когато човек се опитва да познае Брахман чрез ума си, под влиянието на Мая Брахман се явява като Бог (Ишвара), отделен от света и от индивида. В действителност няма разлика между душата (атман) и Брахман и осъзнаването на това води до освобождение. Пътеката към освобождението е посредством знанието (джнана).

## Висищадвайта
Висищадвайта веданта е изложена от Рамануджа и твърди, че индивидуалната душа (дживатман) е част от Брахман и следователно е подобна, но не идентична с него. Според висищадвайта Брахман има атрибути (сагуна), включително индивидуалните души и материята. Брахман, материята и индивидуалните души са различни, но взаимно неразделими единици. Според тази школа преданоотдадеността (бхакти) към бог Вишну е пътеката към освобождението. Мая се счита за творческата сила на Бог.

## Двайта
Двайта веданта е изложена от Мадхва. Тя напълно идентифицира Брахман с Вишну и неговите въплъщения като Кришна, Нарасимха, Сриниваса и т.н. Според тази школа Брахман, индивидуалните души и материята са вечни и различни, бхакти е пътеката към освобождението, а омразата (двеша) и безразличието към Бог водят до вечен ад и вечно обвързване с материалния свят съответно. Ачинтя адбхута шакти („неизмеримата сила“) на бог Вишну е считана за изпълнителната причина на вселената, а първичната материя или пракрити за нейна материална причина. Според двайта всички действия се вършат от Бог, който изпълва с енергия всяка душа от вътре и ѝ дава плодовете на действията, но сам той остава незасегнат.

## Двайтадвайта
Двайтадвайта веданта е изложена от Нимбарка и е свързана с по-древната бхедаабхеда, изложена от Бхаскара. Според тази школа индивидуалната душа е хем еднаква, хем различна от Брахман. В тази школа Бог се почита във формата на Кришна.

## Шуддхадвайта
Шуддхадвайта веданта е изложена от Валабха. Според тази школа бхакти е единственото средство за освобождение, което представлява отиване в Голока (букв. „светът на кравите“, санскритската дума го означава и звезда). Светът е забавление (лила) на Кришна, който е сатчитананда (съществуване-съзнание-блаженство).

## Ачинтя бхедаабхеда
Ачинтя бхедаабхеда е изложена от Чайтаня Махапрабху. Според тази школа Брахман и атман са едновременно и невъобразимо единни и различни.

## Съвременна веданта
Терминът „съвременна веданта“ понякога се дава на интерпретацията на веданта дадена от Свами Вивекананда от ордена Рамакришна. Той подчертава, че:
- Макар Бог да е абсолютна реалност, светът има относителна реалност. Следователно не трябва напълно да се пренебрегва.
- Условията на крайна нищета трябва да бъдат премахнати; само тогава хората ще могат да обърнат умовете си към Бог.
- Всички религии се стремят по собствен начин да постигнат крайната истина. Тесногръдите свади трябва да бъдат изоставени и да се практикува религиозна толерантност, както между различните индуистки деноминации, така и между християнството, юдейството, исляма, будизма и т.н.

В неговата интерпретация на адвайта има място за бхакти. Монасите от ордена Рамакришна учат, че е по-лесно да се започне медитация върху Бог с форма и лични качества отколкото върху безформения Абсолют. Сагуна (с качества) и Ниргуна (без качества) Брахман се разглеждат като двете страни на една монета.
Друг съвременен учител на веданта е Свами Шивананда.

## Влияние на Запад
Влиятелният немски философ Георг Фридрих Хегел се отнася до индийска мисъл, напомняща за адвайта веданта в увода му на Феноменологията на духа и в Науката логика. Артур Шопенхауер е повлиян от Ведите и Упанишадите „Ако читателят е почерпил полза от Ведите, достъпът до които посредством Упанишадите е в моите очи най-голямата привилегия, която този все още млад век (1818 г.) може да предяви пред предишните векове, ако тогава читателят, казвам аз, е получил посвещението си в прастарата индийска мъдрост и я е приел с отворено сърце, ще бъде подготвен по най-добрия начин за това, което имам да му кажа“ (Светът като воля и представяне). Други известни личности, които са били повлияни от или са коментирали върху веданта са Фридрих Ницше, Макс Мюлер, Волтер, Олдъс Хъксли, Т. С. Елиът, Кристофър Ишърууд, Ромен Ролан, Алън Уотс, Юджин Уигнър, Арнолд Тойнби, Джоузеф Кембъл, Херман Хесе, Ралф Уолдо Емерсън, Хенри Дейвид Торо, Уил Дюран, Никола Тесла, Ервин Шрьодингер и Джон Добсън. В „Тайната доктрина“ Елена Блаватска води непрекъснат задочен диалог с философите от Адвайта, като ги нарича „нашите приятели, ведантистите“.